# William Paul

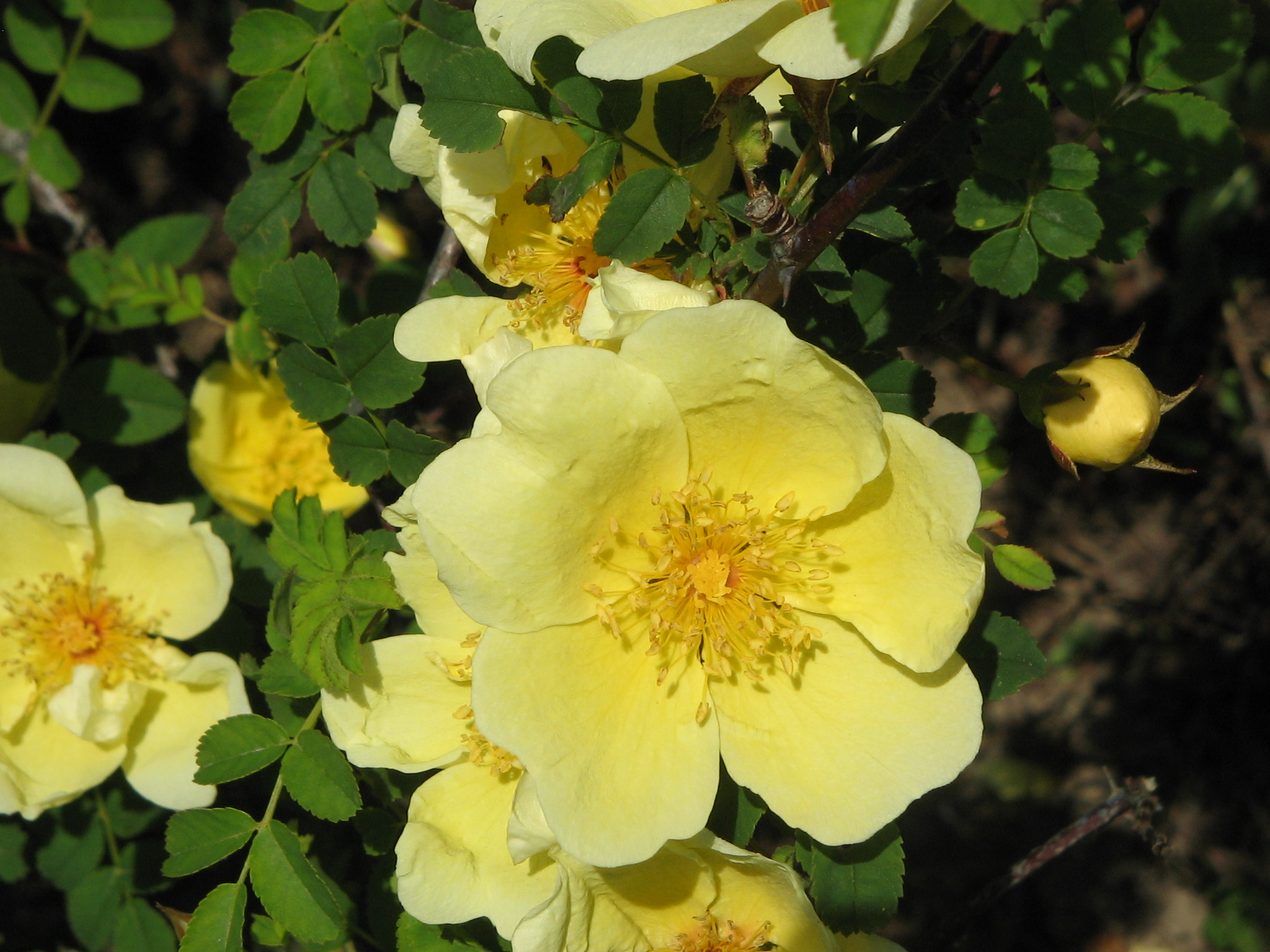
'Canary Bird', rose obtenue par William Paul père.

William Paul, né le 16 juin 1822 à Churchgate, Cheshunt, dans le Hertfordshire, et mort le 31 mars 1905, est un horticulteur et rosiériste anglais, auteur du fameux traité  The Rose Garden, paru en 1848. Il est l'oncle du rosiériste George Paul.

## Biographie
William Paul est le fils puîné d'un horticulteur d'ascendance huguenote, Adam Paul, venu de l'Aberdeenshire dans la région  à la fin du XVIIIe siècle pour ouvrir finalement une pépinière à Cheshunt en 1806. Après des études secondaires dans une école privée de Waltham Cross, il rejoint l'affaire paternelle. À la mort de son père en 1847, l'entreprise prend le nom de « A. Paul & Son » et elle est dirigée par les deux frères, George et William. Le partenariat est dissous en 1860 et William Paul prend la direction, avec son fils Arthur William Paul, de la pépinière de Waltham Cross fondée un an plus tôt, tandis que George Paul s'occupe de la pépinière de Cheshunt.

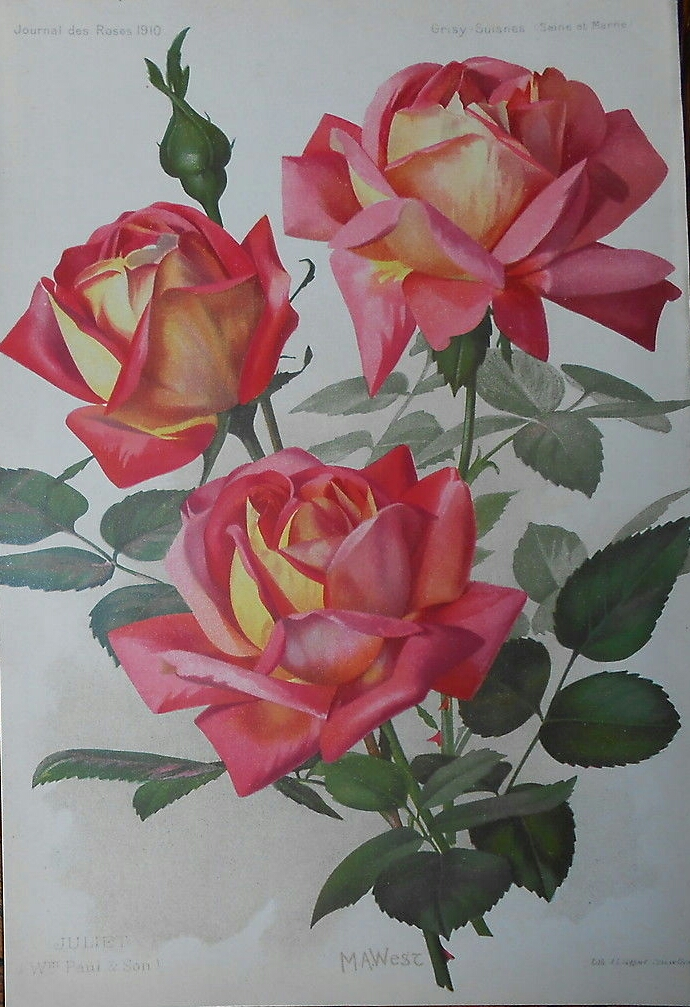
Rose hybride de thé 'Juliet', obtenue par W. Paul fils, ill. in Journal des roses (1910).

William Paul est considéré comme le plus grand rosiériste anglais du XIXe siècle. Admiratif des rosiéristes français, et ami de Jean Laffay, c'est lui qui acclimate dans son pays la culture des roses en pot qu'il avait observée en France, tandis que nombre de roses françaises figurent dans son catalogue. William Paul est connu aussi en France et le rosiériste Moreau-Robert dédie une rose à sa femme, baptisée 'Madame William Paul', en 1869. William Paul fait partie du comité de la National Floricultural Society de 1851 à 1858, lorsqu'elle est dissoute et que la Royal Horticultural Society est fondée. En juillet 1858, il rejoint la Royal National Rose Society. Il fait partie du comité exécutif de l'International Horticultural Exhibition et est un des commissaires de l'exposition universelle de Paris de 1867. 
Il est élu à la Linnean Society en 1875 et reçoit la médaille Victoria de l'honneur pour l'horticulture lorsqu'elle est instituée en 1897. Il écrit des articles pour The Rose Annual de 1858 à 1881 et pour The Florist and Pomologist de 1868 à 1874.
William Paul meurt d'une attaque de paralysie en 1905. Il est enterré au cimetière de Cheshunt. Son fils, William Paul II (William Arthur Paul), poursuit l'entreprise familiale ; c'est lui qui obtient le grand succès 'Mermaid' en 1917.

## Publications
John Claudius Loudon est l'un des premiers à remarquer la plume de Paul qui l'assiste. Ce dernier assiste aussi John Lindley pour qui il écrit des articles en 1843 dans  The Gardeners' Chronicle sur « les roses en pot », publiés séparément cette année et atteignant la neuvième édition en 1908. Son livre, The Rose Garden, paru en 1848 est un grand succès et connaît sa dixième édition en 1903. Il y décrit plus de deux mille variétés qu'il classe dans différents groupes, traite de l'histoire de la rose, de l'hybridation et de la production, donne des conseils de taille et d'aménagements de jardins de roses.
Il est également l'auteur d'ouvrages qui ne concernent pas seulement les roses. Parmi ses travaux l'on peut distinguer :
- The Rose Garden, Londres, 1848[7];
- An Hour with  the Hollyhock, 1851;
- Lecture on the Hyacinth, 1864;
- Villa Gardening, 1865;
- Roses and Rose-Culture, 1874;
- The Future of Epping Forest, 1880.

Ses conférences sur les ifs et les houx sont publiées dans les travaux de la Royal Horticultural Society.